# 22136 Jamesharrison
22136 Jamesharrison este un asteroid din centura principală de asteroizi.

## Descriere
22136 Jamesharrison este un asteroid din centura principală de asteroizi. A fost descoperit pe 01 noiembrie 2000 la Desert Beaver de William Kwong Yu Yeung. Asteroidul prezintă o orbită caracterizată de o semiaxă mare de 2,32 ua, o excentricitate de 0,09 și o înclinație de 3,8° în raport cu ecliptica.